# Молодіжна збірна Канади з хокею із шайбою
Молодіжна збірна Канади з хокею із шайбою (англ. Canada men's national junior ice hockey team) — національна молодіжна команда Канади з хокею із шайбою, складена з гравців віком не більше 20 років, що представляє країну на міжнародних змаганнях. Управління збірною здійснюється асоціацією Хокей Канади.
Збірна є постійним учасником чемпіонатах світу серед молодіжних команд від часу заснування чемпіонатів серед молодіжних команд у 1974 році. Молодіжна збірна дуже популярна в Канаді, навіть більше, ніж національна збірна.
Канадська збірна є найбільш успішною серед молодіжних збірних, з 47-ох проведених чемпіонатах, канадці у 38-ох здобували нагороди чемпіонату, серед них — 20 золотих, 12 срібних та 6 бронзових.

## Історія

### Панування СРСР (1974–1981)
Міжнародна федерація хокею із шайбою (IIHF) організувало турнір для молодіжних збірних — чемпіонат світу серед молодіжних команд (без офіційного статусу), який пройшов наприкінці грудня 1973 та на початку січня 1974 у Ленінграді, СРСР. До участі у чемпіонаті допустили шість збірних: Радянського Союзу, Чехословаччини, Швеції, Фінляндії, США та Канади. Канадська аматорська асоціація любительського хокею (CAHA) сподівалась відправити на чемпіонат переможця Меморіального кубку «Торонто Мальборос» (ОХЛ) представляти Канаду, але після відмови «Торонто Мальборос», відправили «Пітерборо Пітс». У підсумку «Пітерборо Пітс» посів третє місце, незважаючи на те, що по факту виступав клуб, а не збірна як у решти учасників.
Другий турнір, що відбувся в 1975 році у Вінніпезі, канадців представляла команда, яка складалась з найкращих гравців Західної хокейної ліги. Зазнавши єдиної поразки у матчі проти збірної СРСР 1:4, канадці посіли друге місце. Як і на попередніх чемпіонатах у 1976 році на турнір вирушив клуб ГЮХЛК «Шербрук Біверс». Команда посіла друге місце незважаючи на негативне співвідношення закинутих та пропущених шайб, 12 проти 27 у чотирьох матчах (на цьому чемпіонаті канадці зазнали найбільшої поразки в історії від шведів (1:17).
Інтерес до турніру зростав, і зрештою у 1977 році він отримав статус офіційного чемпіонату світу серед молодіжних збірних. Канадці, як і на двох попередніх чемпіонатах задовольнились сріблом. Від Канади виступав клуб «Гамільтон Фінкапс» (ОХЛ), а Дейл Маккурт (перший номер Драфту 1977 року) став найкращим нападником турніру. Турнір 1978 року проходив у Монреалі. Тут вперше з'явився у складі збірної Вейн Грецкі,, він став найкращим бомбардиром турніру, набравши у підсумку 17 точок. Збірна Канади виборола при цьому лише бронзові медалі, програвши СРСР 2:3 та Швеції 5:6.
У 1979 році клуб (ЗХЛ) «Нью-Вестмінстер Брюїнс» завершили чемпіонат на п'ятому місці. На наступний чемпіонат асоціація вирішила не посилати команду, а зібрати команду з трьох основних ліг ЗХЛ, ГЮХЛК та ОХЛ але основу склав клуб «Пітерборо Пітс». Результат, ще одне п'яте місце. Чемпіонат 1981 року дав ще гірший результат, клуб «Корнвол Роялс» посів передостаннє сьоме місце.

### Програма розвитку збірної
Після провальних чемпіонатів 1979—1981 років, CAHA вирішує відправляти не команду переможця Меморіального кубку, яка до того ж втрачає своїх лідерів і як наслідок клуб є ослабленим на чемпіонаті світу, а повноцінну молодіжну збірну. Була прийнята програма розвитку повноцінної національної молодіжної збірної Канади.
Ця програма відома як «Програма підвищення кваліфікації». Вона включала в себе створення збірних U-17 та U-18, програм тренування молодих гравців, a також тренувальний табір влітку, щоб оцінити потенційних гравців для молодіжної збірної. Правда молодіжні ліги ЗХЛ, ГЮХЛК та ОХЛ на початку не підтримали «програму», оскільки це вимагало від них відпускати найкращих гравців на більш тривалий період з клубу для участі у турнірах. Але CAHA врешті переконала та отримала підтримку кожної ліги.
Саме така команда була відправлена на чемпіонат 1982 року у Міннеаполіс (США). Вона складалась з десяти гравців з ЗХЛ, четверо з ОХЛ та три з ГЮХЛК, два грали у США та один у фінській лізі. Збірній не вистачало зіркових гравців, але вона була збалансована як у нападі так і у захисті, як результат шість перемог та одна нічия (співвідношення шайб 45:14). У третьому турі канадці не залишили шансів одвічним суперникам збірній СРСР, перегравши останніх 7:0. Єдина втрата канадців це останній матч із збірною Чехословаччини, яка закінчилась внічию 3:3 але нічия принесла першу золоту медаль.

### Суперництво з Радянським Союзом (1983–1991)
Спроба повторити торішній успіх у Ленінграді (1983 рік), отримала супротив з боку господарів. Так ще до початку турніру канадці не отримали достатньої кількості віз для своєї делегації, по прибуттю до Ленінграду лише через три години отримала багаж. Перші три гри, канадці проводили на маленькій порожній арені. Четверта гра проти господарів, відбувалась на головній арені чемпіонату при заповнених вщерть трибунах, канадці поступились 3:7, зрештою канадці отримали лише бронзові медалі. Наступний чемпіонат закінчили на четвертому місці.
Канада та Чехословаччина на чемпіонаті 1985 року до матчу між собою підійшли з однаковими показниками по п'ять перемог та однією нічиєю. Матч за золоти медалі став бенефісом воротарів: Крейга Біллінгтона та Домініка Гашека. Закінчився він унічию 2:2 та другим золотом канадців та першим золотом на європейському льоду. Наступного року зазнавши двох поразок від СРСР 1:4 та Чехословаччини 3:5, задовольнились срібними медалями.
Виходячи з того що дві збірні, СРСР та Канади є фаворитами турніру, організатори чемпіонату 1987 року склали календар таким чином, що в останньому турі ці дві зустрічались між собою. Норвезький суддя Ганс Роннінг швидко втратив контроль над матчем, обидві команди часто порушували правила гри, а в середині другого періоду, за рахунку 4:2 на користь канадців сталась бійка між гравцями обох збірних (участь у бійці навіть брали воротарі). Бійка тривала 20 хвилин, закінчилась через втому гравців та дискваліфікацією збірних Канади та Радянського Союзу.
Гравці, які були на чемпіонаті 1987 та увійшла до складу команд 1988 року прагнули ігрового реваншу в Москві. І канадці виграли третю золоту медаль, маючи в активі шість перемог та одну нічию у матчі проти фінів 4:4. Проти збірної СРСР грали у п'ятому турі та здобули перемогу 3:2, господарі турніру завоювали срібні нагороди. Посівши четверту сходинку у 1989 році, канадці двічі поспіль виграють золото у 1990 та 1991 роках, переграючи збірну СРСР 6:4 та 3:2, після цих перемог канадці почали наближаються поступово за перемогами до збірної СРСР (вісім у радянських хокеїстів проти п'яти у канадців).

### Золоті роки (1993–1997)
З 1993 до 1997, канадці виграють п'ять чемпіонатів поспіль. Усе почалось у 1993 році в Швеції. Тепер канадцям протистояли шведи, за них виступали: Петер Форсберг, Маркус Неслунд та Ніклас Сундстрем. В 1995 році, канадці господарі турніру та не залишають жодних шансів суперникам у семи матчах сім перемог. У 1996 році змінюється формат чемпіонату, але не змінюється чемпіон — Канада,у півфіналі переграли росіян 4:3, а у фіналі шведів 4:1. Чемпіонат, що проходив у Швейцарії в 1997 році, став останнім переможним у цій серії, у півфіналі перемогли росіян 3:2, а у фіналі США 2:0. 1998 рік став провальним, команда посіла восьме місце.

### Медальний доробок (1999–2012)
У 1999 році канадці здобули срібні медалі поступившись в овертаймі росіянам 2:3. У наступних двох чемпіонатах здобували бронзу, а ще в трьох срібні. З 2005 по 2009 п'ять разів поспіль виборювали золоти нагороди. Джон Таварес у 2009 році став  найціннішим гравцем турніру та першим номером Драфту 2009 року.

### Сучасність
Чемпіонат 2013 — 4 місце, 2014 — 4 місце, 2015 — перше місце.
Після провального чемпіонату 2016 року — 6 місце, здобули срібні нагороди на чемпіонаті 2017, а наступного року виграли золото.
Невдалим для канадців став чемпіонат 2019. Стартувавши з великої перемоги над аутсайдером чемпіонату данцями з рахунком 14:0 продовжили перемогами над швейцарцями (3:2) та чехами (5:1), а от в останньому матчі групового етапу поступились росіянам (1:2). Чвертьфінальний матч з фінами став останнім і на чемпіонаті — поразка в овертаймі 1:2 і у підсумку лише шосте місце на домашньому мундіалі.
У наступні п'ять років канадці здобули три чемпіонських титули та ще одну срібну медаль, у 2024 році посіли підсумкове 5 місце.

## Суперсерії
У 2007 році молодіжні збірні Канади та Росії провели серію з восьми матчів присвячену 35-річчю Суперсерії 1972 року. Чотири матчі пройшли у Росії та чотири у Канаді. Сім перемог здобули канадці, а ще один матч закінчився в нічию.
У 2012 році відбулась ще одна серія вже з чотирьох матчів по дві гри у Канаді та Росії. Команди здобули по дві перемоги, а у овертаймі останнього матчу збірна Канади виграла серію.

## Результати на чемпіонатах світу

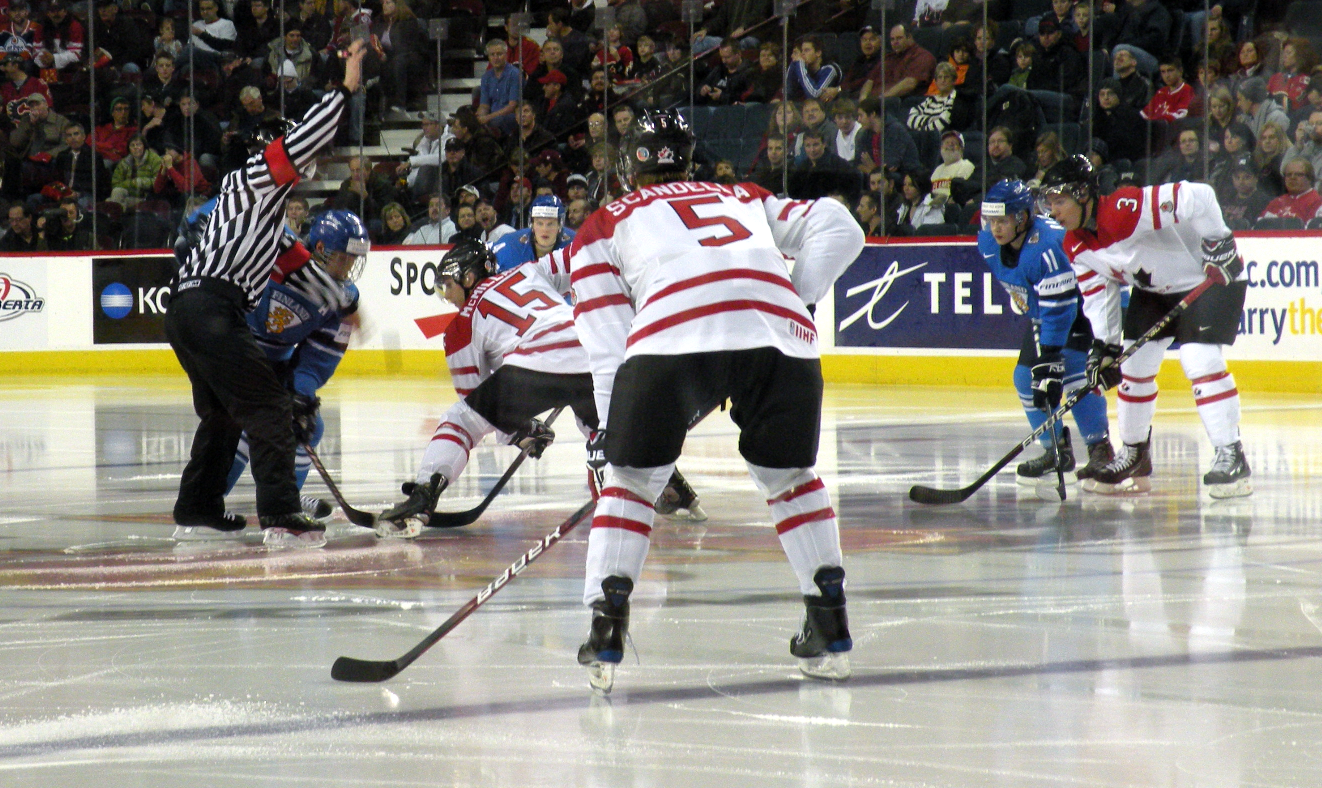
Матч збірних Канади та Фінляндії у Калгарі.

| Рік  | І | В   | П  | Н | ШЗ | ШП | О  | Місце           |
| ---- | - | --- | -- | - | -- | -- | -- | --------------- |
| 1974 | 5 | 3   | 2  | 0 | 17 | 23 | 6  | 3               |
| 1975 | 5 | 4   | 1  | 0 | 27 | 10 | 8  | 2               |
| 1976 | 4 | 2   | 2  | 0 | 12 | 27 | 4  | 2               |
| 1977 | 7 | 5   | 1  | 1 | 50 | 20 | 11 | 2               |
| 1978 | 6 | 4   | 2  | 0 | 36 | 18 | 8  | 3               |
| 1979 | 5 | 3   | 2  | 0 | 23 | 10 | 6  | 5 місце         |
| 1980 | 5 | 3   | 2  | 0 | 25 | 18 | 6  | 5 місце         |
| 1981 | 5 | 1   | 3  | 1 | 26 | 25 | 3  | 7 місце         |
| 1982 | 7 | 6   | 0  | 1 | 45 | 14 | 13 | 1               |
| 1983 | 7 | 4   | 2  | 1 | 39 | 24 | 9  | 3               |
| 1984 | 7 | 4   | 2  | 1 | 39 | 17 | 9  | 4 місце         |
| 1985 | 7 | 5   | 0  | 2 | 44 | 14 | 12 | 1               |
| 1986 | 7 | 5   | 2  | 0 | 54 | 21 | 10 | 2               |
| 1987 | 6 | 4   | 1  | 1 | 41 | 23 | 9  | дискваліфікація |
| 1988 | 7 | 6   | 0  | 1 | 37 | 16 | 13 | 1               |
| 1989 | 7 | 4   | 2  | 1 | 31 | 23 | 9  | 4 місце         |
| 1990 | 7 | 5   | 1  | 1 | 36 | 18 | 11 | 1               |
| 1991 | 7 | 5   | 1  | 1 | 40 | 18 | 11 | 1               |
| 1992 | 7 | 2   | 3  | 2 | 21 | 30 | 6  | 6 місце         |
| 1993 | 7 | 6   | 1  | 0 | 37 | 17 | 12 | 1               |
| 1994 | 7 | 6   | 0  | 1 | 39 | 20 | 13 | 1               |
| 1995 | 7 | 7   | 0  | 0 | 49 | 22 | 14 | 1               |
| 1996 | 6 | 6   | 0  | 0 | 27 | 8  | 12 | 1               |
| 1997 | 7 | 5   | 0  | 2 | 27 | 13 | 12 | 1               |
| 1998 | 7 | 2   | 5^ | 0 | 13 | 18 | 4  | 8 місце         |
| 1999 | 7 | 4   | 2^ | 1 | 30 | 15 | 9  | 2               |
| 2000 | 7 | 4   | 1  | 2 | 23 | 14 | 10 | 3               |
| 2001 | 7 | 4   | 2  | 1 | 26 | 16 | 9  | 3               |
| 2002 | 7 | 5   | 2  | 0 | 40 | 14 | 10 | 2               |
| 2003 | 6 | 5   | 1  | 0 | 26 | 11 | 10 | 2               |
| 2004 | 6 | 5   | 1  | 0 | 35 | 9  | 10 | 2               |
| 2005 | 6 | 6   | 0  | 0 | 42 | 7  | 12 | 1               |
| 2006 | 6 | 6   | 0  | 0 | 25 | 6  | 12 | 1               |
| 2007 | 6 | 6*  | 0  | 0 | 20 | 7  | 17 | 1               |
| 2008 | 7 | 6*  | 1  | 0 | 23 | 10 | 17 | 1               |
| 2009 | 6 | 6*  | 0  | 0 | 46 | 12 | 17 | 1               |
| 2010 | 6 | 5*  | 1^ | 0 | 46 | 13 | 15 | 2               |
| 2011 | 7 | 5   | 2^ | 0 | 39 | 19 | 16 | 2               |
| 2012 | 6 | 5   | 1  | 0 | 35 | 11 | 15 | 3               |
| 2013 | 6 | 4   | 2  | 0 | 27 | 19 | 12 | 4 місце         |
| 2014 | 7 | 4   | 3^ | 0 | 25 | 20 | 13 | 4 місце         |
| 2015 | 7 | 7   | 0  | 0 | 39 | 9  | 12 | 1               |
| 2016 | 5 | 2*  | 3  | 0 | 18 | 18 | 5  | 6 місце         |
| 2017 | 7 | 5   | 2^ | 0 | 35 | 18 | 15 | 2               |
| 2018 | 7 | 6   | 1^ | 0 | 39 | 11 | 19 | 1               |
| 2019 | 5 | 3   | 2^ | 0 | 24 | 7  | 10 | 6 місце         |
| 2020 | 7 | 6   | 1  | 0 | 32 | 17 | 18 | 1               |
| 2021 | 7 | 6   | 1  | 0 | 41 | 6  | 18 | 2               |
| 2022 | 7 | 7*  | 0  | 0 | 41 | 14 | 20 | 1               |
| 2023 | 7 | 6** | 1  | 0 | 42 | 15 | 16 | 1               |
| 2024 | 5 | 3   | 2  | 0 | 23 | 10 | 9  | 5 місце         |
| 2025 | 5 | 2   | 3^ | 0 | 13 | 11 | 7  | 5 місце         |

* Включає одну перемогу в додатковий час

** Включає дві перемоги в додатковий час

^ Включає в себе одну поразку в додатковий час